# O-22 (Turkije)
De O-22 of Otoyol 22 (Autosnelweg 22), genaamd de Bursa–Sivrihisar snelweg (Turks: Bursa–Sivrihisar Otoyolu), is een autosnelweg in Turkije. Bij voltooiing zal de O-22 Bursa, de op drie na grootste stad van het land, verbinden met de Turkse hoofdstad Ankara, na Istanboel de grootste stad van het land. Het hele traject van de snelweg maakt deel uit van het E-routenetwerk als onderdeel van de E90.
Het oudste deel van het traject, de ringweg rond Bursa, was reeds in 2004 afgewerkt en werd tot 2015 aangeduid als de O-33. De O-33 wordt sinds 2015 evenwel niet meer als dusdanig aangeduid gezien het westelijk deel onderdeel werd van de O-5 en het oostelijk deel onderdeel werd van de O-22. Het westelijk eindpunt van de O-22 is dan ook de verkeerswisselaar met de O-5. Het oostelijk eindpunt wordt de verkeerswisselaar vlak ten zuiden van Sivrihisar, 255 km verder op, waar de O-22 en de snelweg vanuit İzmir samen verder zullen lopen tot de ringweg rond Ankara. Van de O-22 zijn nog maar slechts enkele tientallen kilometers (34) afgewerkt. De huidige afwerking in oostelijke richting reikt maar tot Yenişehir in de provincie Bursa.
O-1 · 
O-2 · 
O-3 · 
O-4 · 
O-5 · 
O-6 · 
O-7 · 
O-20 · 
O-21 · 
O-21A · 
O-22 · 
O-30 · 
O-31 · 
O-32 · 
O-33 · 
O-50 · 
O-51 · 
O-52 · 
O-53 · 
O-54 · 
O-57